# Лінія-дін-Вале
Лінія-дін-Вале (рум. Linia din Vale) — село у повіті Олт в Румунії. Входить до складу комуни Куртішоара.
Село розташоване на відстані 140 км на захід від Бухареста, 4 км на північний захід від Слатіни, 44 км на схід від Крайови.

## Населення
За даними перепису населення 2002 року у селі проживала 581 особа, усі — румуни. Усі жителі села рідною мовою назвали румунську.